# Леман (департамент)
Департамент Леман (фр. département du Léman) — департамент Франции, существовавший с 1798 по 1813 год. Столицей департамента была Женева.

## История
Департамент был образован в 1798 году во время Наполеоновских войн, когда повсеместно проводилось деление завоёванных территорий (в частности, Италии) на департаменты, незадолго до этого образованные во Франции. Департамент Леман был создан на основе аннексированной и объявленной «неотъемлемой территорией Франции» Женевской республики, к которой была присоединена небольшая часть департамента Эн между нынешней границей Швейцарии и хребтом Юры (ныне округ Же), и северная часть позднее ликвидированного департамента Монблан (Бонвиль, Клюз и Тонон-ле-Бен, ныне — в департаменте Верхняя Савойя). 17 февраля 1800 года в состав департамента был также включён массив Монблан (хотя одноимённый департамент сохранил своё название), с пятью городами, в частности, Шамони. В том же 1800 году департамент был разделён на три части, с префектурой в Женеве и супрефектурами в Тононе и Бонвиле.
В 1813 году, после поражения Наполеона, Женева снова получила независимость и на следующий год вошла в состав Швейцарии. После Ста дней Верхняя Савойя вошла в состав Сардинского королевства, а округ Же вернулся в состав Франции и вошёл в состав департамента Эн.
Экономика Женевы существенно пострадала из-за французской аннексии, так как стандартные товары, в частности, часы, не могли быть экспортированы из-за континентальной блокады Наполеона. В целом, аннексия не была популярна у населения Женевы. Жители Женевы получили статус «рождённых на территории Франции»; не желавшие оставаться в Швейцарии получили год на то, чтобы покинуть её территорию вместе с движимым имуществом и три года на продажу недвижимости.